# Jean Cabanot
Jean Cabanot, né le 13 février 1929 à Meilhan et mort le 1er juillet 2021 à Dax, est un historien, archéologue, photographe, enseignant et prêtre catholique français. Il est spécialiste de l’art roman en Gascogne.

## Biographie
Jean Cabanot naît en 1929 à Meilhan, dans les Landes. Il fait sa scolarité primaire à l’école de la commune, puis étudie au petit séminaire d’Aire-sur-l'Adour où il obtient son baccalauréat. C’est pendant sa scolarité au séminaire, sous l’influence de professeurs religieux, qu’il choisit d’embrasser une carrière ecclésiastique. Il enseigne au séminaire d’Aire, au collège Notre-Dame-du-Sacré-Cœur de Dax, puis l’histoire religieuse au grand séminaire de Bayonne.  
Il effectue ensuite une licence de lettres classiques à l’Institut catholique de Toulouse, en suivant en parallèle quelques cours à l’Université de Toulouse, notamment sur l’art roman. Il y rencontre Jean Durliat, historien de l’art spécialiste du Moyen Âge. Ce dernier lui propose un sujet de thèse sur la sculpture romane dans le Sud-Ouest de la France après une recherche préparatoire sur l’art roman en Aragon. Il participe en 1964 à la session d’été du Centre d'études supérieures de civilisation médiévale (CESCM). Durliat lui offre également un poste de chercheur au Centre national de la recherche scientifique (CNRS) en 1968. Cabanot quitte ce poste à cause de désaccords avec un historien de l’art et directeur de recherche au CNRS. Il reste néanmoins en relation avec de jeunes chercheurs sur la sculpture romane, dont Marcel Durliat, Robert Saint-Jean, Yves Esquieu, Marie-Thérèse Camus, André Mussat et Louis Grodecki.  
Il organise plusieurs colloques : « Saint-Sever, millénaire de l’abbaye » (1985), « L’église et la société dans le diocèse de Dax aux XIe et XIIe siècles » (2003) et « Abbaye de Saint-Sever, nouvelles approches documentaires, 988-1359 » (2008). Ils sont financés par la vente d’ouvrages destinés au grand public. Il fonde et dirige le Comité d’étude sur l’histoire et l’art de la Gascogne. En 2016, il lègue au CESCM ses collections, constituées d’environ 25 000 photographies. Il meurt en 2021.   

## Travaux
Intitulée Les Premiers essais de sculpture romane dans le Sud-Ouest de la France et leur place dans l’art du XIe siècle, sa thèse est soutenue en 1983 à l’Université Toulouse Le Mirail et publiée en 1987 aux éditions Picard sous le titre Les débuts de la sculpture romane dans le Sud-Ouest de la France. En collaboration avec son ami le paléographe Georges Pon, il publie le Livre rouge – Cartulaire de la cathédrale de Dax (2004), puis les Chartes et documents hagiographiques de l’abbaye de Saint-Sever (2010). Il finance ces publications grâce au soutien de l'évêque de Dax Philippe Breton, du président du conseil général des Landes Henri Emmanuelli et des archives départementales des Landes dirigées par Bernadette Suau. Il publie de nombreux articles dans des bulletins sur les églises anciennes de Gascogne et un livre destiné au grand public : Gascogne romane (1978).    

## Publications
- L'Église de Nerbis, Landes, Saint-Sever, Société de Borda, 1965, 36 p. (présentation en ligne) ;
- Gascogne romane, Saint-Léger-Vauban, Zodiaque, 1978, 336 p. (présentation en ligne) ;
- Sainte-Marie de Bostens, Mont-de-Marsan, Amis des églises anciennes des Landes, 1981, 83 p. (présentation en ligne), avec Bernadette et Jean-Pierre Suau ;
- Guide pour la visite de quelques églises anciennes du Gabardan, Mont-de-Marsan, Amis des églises anciennes des Landes, 1984, 56 p. (présentation en ligne), avec Bernadette Suau ;
- Guide pour la visite de quelques églises anciennes de Chalosse, Amou, Aulès, Baigts, Mont-de-Marsan, Amis des églises anciennes des Landes, 1987, 56 p. (présentation en ligne), avec Bernadette Suau et Jean Bernard Marquette ;
- Les débuts de la sculpture romane dans le Sud-Ouest de la France, Paris, Picard, 1987, 291 p. (présentation en ligne, lire en ligne) ;
- Hagetmau, crypte de Saint-Girons, Mont-de-Marsan, Amis des églises anciennes des Landes, 1990, 23 p. (présentation en ligne) ;
- Petit glossaire pour la description des églises, Dax, Amis des églises anciennes des Landes, 1995, 52 p. (présentation en ligne) ;
- Petit glossaire des thèmes d'iconographie chrétienne, Dax, Amis des églises anciennes des Landes, 1996, 114 p. (présentation en ligne) ;
- Petit guide de recherche sur les églises des Landes, Dax, Amis des églises anciennes des Landes, 2005, 68 p. (présentation en ligne) ;
- La mappemonde de Saint-Sever, Dax, Campion, 2013, 38 p. (présentation en ligne), avec George Pon ;
- Une abbaye au coeur de la Gascogne, Saint-Sever, 988-1791, Dax, Comité d’étude sur l’histoire et l’art de la Gascogne, 2014, 232 p. (présentation en ligne), avec George Pon.